# Paul Schick (Politiker)
Paul Schick (* 27. Juni 1908 in Cleve im Rheinland; † 6. März 1945) war ein deutscher Buchhalter, NS-Gauamtsleiter und Bürgermeister von Hannover.

## Leben
Geboren noch zur Zeit des Deutschen Kaiserreichs, erlernte Paul Schick den Beruf des Buchhalters und trat noch zur Zeit der Weimarer Republik bereits 1926 der Nationalsozialistischen Deutschen Arbeiterpartei (NSDAP) bei. Spätestens nach der Machtergreifung und zur Zeit des Nationalsozialismus wurde er NSDAP-Kreisleiter von Neustadt am Rübenberge. Nachdem er sich im März 1935 entschieden gegen Bürgervereine ausgesprochen hatte und im Sinne der Gleichschaltung dafür starkmachte, dass „[...] derartige Vereine und Vereinchen restlos auszumerzen“ seien, wurde er noch im selben Jahr 1935 zum Leiter des NSDAP-Gauamts für Kommunalpolitik in Hannover ernannt und übernahm in Personalunion den nach dem Vorbild des Stadtverbands Groß-München in Hannover geleiteten Stadtverband der Bürgervereine. Schick war am Rande des im selben Jahr in Nürnberg abgehaltenen Reichsparteitages davon überzeugt worden, dass Bürgervereine ein nützliches Instrument für die Überwachung seien, zumal die Bürger mit Hilfe der gemäß der am 30. Januar 1935 verkündeten Deutschen Gemeindeordnung berufenen Gemeinderäte leicht unter Kontrolle gehalten werden könnten.
Im Jahr des Beginns des Zweiten Weltkrieges wurde Schick 1939 zunächst Soldat, 1944 aber durch den „Staatskommissar“ Ludwig Hoffmeister zum Bürgermeister der Stadt Hannover ernannt als „[...] Nachfolger des am 8. Mai 1943 verstorbenen Bürgermeisters Heinrich Müller“. Schick zur Seite gestellt war der ebenfalls von Hoffmeister eingesetzte „alte Kämpfer“ Gustav Schwager, der zum „[...] Dezernenten des Wirtschafts- und Ernährungsamtes sowie Generaldezernenten für das Luftschutzwesen“ ernannt wurde.
Nach den schwersten Luftangriffen auf Hannover und wenige Wochen vor dem Einmarsch der Alliierten – in Hannover – nahm sich Schick durch Selbstmord das Leben.

## Archivalien
An Archivalien von und über Paul Schick finden sich beispielsweise
- die Personalakte des Bürgermeisters der Hauptstadt Hannover (Erster Beigeordneter) Paul Schick für die Laufzeit 1943 bis 1944 im Niedersächsischen Landesarchiv (Standort Hannover), 1965 dort zugegangen, Signatur NLA HA Nds. 120 Hannover Acc. 58/65 Nr. 280[4]